# Thomas Bingham
Ne doit pas être confondu avec Charles Thomas Bingham.
Thomas Bingham est un ingénieur ferroviaire britannique, conseiller étranger au Japon durant l'ère Meiji.
Il signe un contrat de trois ans avec le département ferroviaire du ministère japonais des Travaux publics, courant à compter du 28 juillet 1875. Arrivé à Yokohama le 25 septembre 1875, il est d'abord employé à l'atelier du port. De 1876 à 1880, après prolongation de son contrat, il est employé comme responsable mécanicien sur la ligne Kōbe-Kyoto. En septembre 1880, son contrat expire et il quitte le Japon le mois suivant.

## Référence
- Meiji-Portraits